# Wadi Sharm
El Wadi Sharm (en árabe: وادي شرم‎, romanizado: Wādī Sharm) es un valle o río seco, con caudal efímero o intermitente, que fluye casi exclusivamente durante la temporada de lluvias, situado al noreste de los Emiratos Árabes Unidos, en el Emirato de Fuyaira.
Forma su propia cuenca hidrográfica, que abarca un área aproximada de 6 km², que limita al norte con la del Wadi al Huwaybit / Wādī Liḩwе̄biţ; al oeste con las del Wadi Zikt y Wadi Wurayah, y al sur con Al Bidiyah.
El wadi nace en la vertiente noroeste del Jabal Badiyah (459 m s. n. m.), y discurre hacia la costa, de suroeste a este, zigzagueando entre escarpadas colinas de escasa elevación, compuestas casi en su totalidad de harzburgita, con un relieve muy empinado y accidentado.
En su curso, el Wadi Sharm cruza la pequeña ciudad de Sharm (Sha'biyyah Sharm).

## Inundaciones, presas y embalses
Como en otras regiones de los EAU, la zona costera de Sharm se ve ha visto ocasionalmente afectada por lluvias inusualmente intensas e inundaciones.
Fueron especialmente graves las inundaciones sufridas el 23 de marzo de 2009, a causa de las fuertes lluvias y el derrumbe de la antigua presa de tierra del Wadi Sharm.

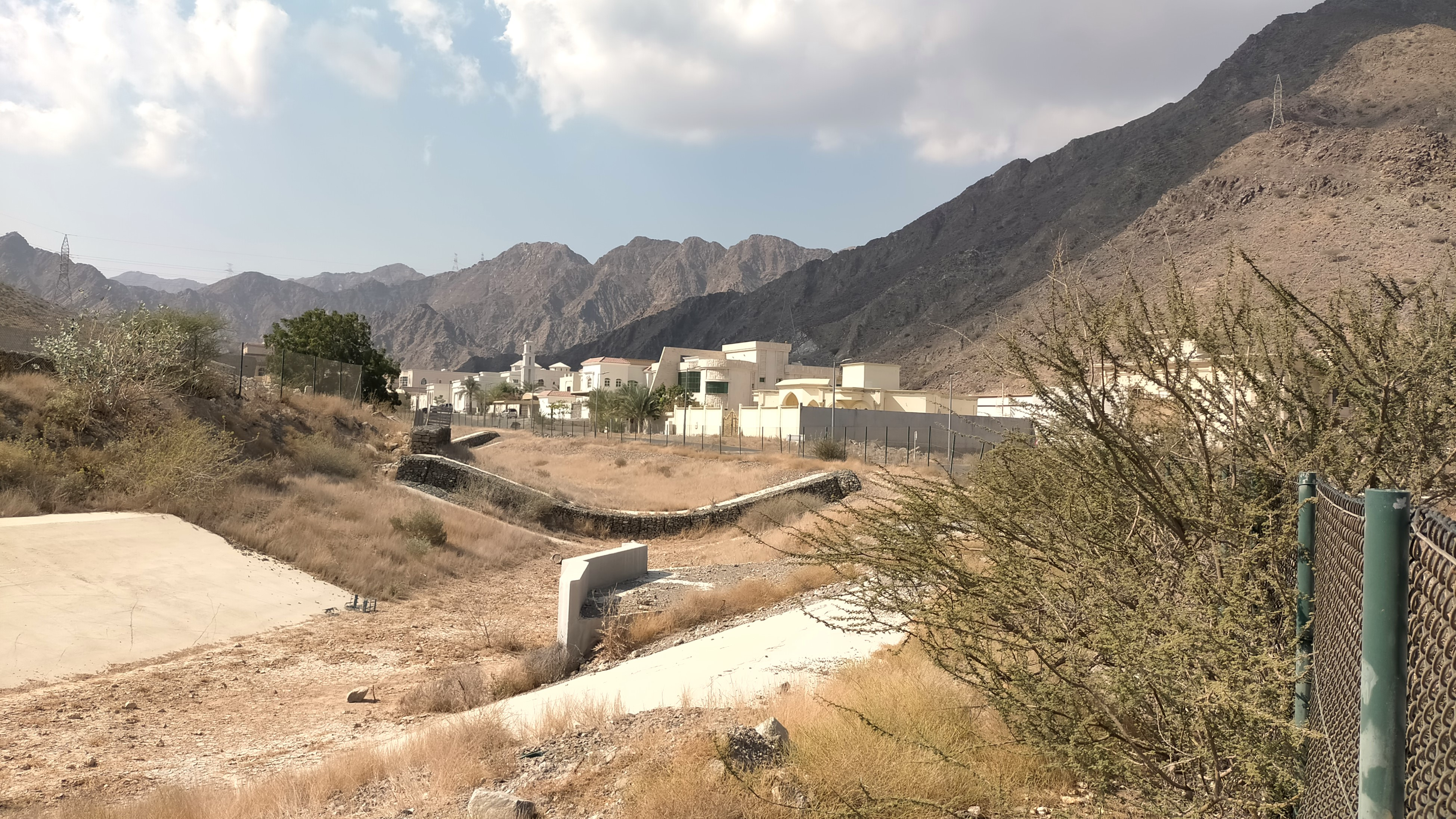
Wadi Sharm, actualmente canalizado a su paso por el pueblo de Sharm

Al derrumbarse la antigua presa, el agua contenida en el embalse inundó la ciudad de Sharm, de 2.500 habitantes, afectando a barrios enteros, cubriendo granjas y carreteras con escombros, y alterando la vida de cientos de personas. Como consecuencia de ello, los daños causados por la inundación ascendieron a millones de dólares.
A raíz de ese desastre, y para prevenir el peligro de inundaciones repentinas y aumentar el potencial de recarga de aguas subterráneas, se construyó una nueva presa en el cauce del Wadi Sharm (coordenadas: 25°28′6″N, 56°20′31″E).

## Toponimia
Nombres alternativos: Wādī Sharm, Wadi Sharam, Ghalīlat Da‘‘ān
El nombre y referencias cartográficas del Wadi Sharm (con la grafía Wadi Sharam), quedaron registrados en la documentación y mapas elaborados entre 1950 y 1960 por el arabista, cartógrafo, militar y diplomático británico Julian F. Walker, durante los trabajos efectuados para el establecimiento de fronteras entre los entonces denominados Estados de la Tregua, completados posteriormente por el Ministerio de Defensa del Reino Unido, en mapas a escala 1:100 000 publicados en 1971.
En el Atlas Nacional de Emiratos Árabes Unidos consta con la grafía Wādī Sharm.

## Población
El área del Wadi Sharm estuvo poblada principalmente por la tribu sharquiyín o sharqiyin, correspondiendo a la sección tribal de Hamudiyin / Hamūdiyīn.
En la obra del diplomático e historiador británico John Gordon Lorimer, publicada en 1908 Gazetteer of the Persian Gulf, Oman and Central Arabia, se hace referencia al pueblo de Sharm / Sharam, describiéndolo como una aldea de 40 casas de Sharqiyin, situada en la costa, la siguiente aldea al sur de Dhadnah, que cuenta con 2.000 palmeras datileras, 4 camellos, 10 burros, 50 vacas y 200 ovejas y cabras.